# Valentino Castellani
Valentino Castellani (Varmo, 19 marzo 1940) è un politico e ingegnere italiano.

## Biografia
Nato in Friuli, conseguì il diploma di liceo scientifico al G. Marinelli di Udine, quindi vinse una borsa di studio per il collegio universitario del Politecnico di Torino, dove si trasferì nel 1958.

### Carriera universitaria
Si laureò con lode in ingegneria elettronica nel 1963 presso il Politecnico di Torino. Assistente ordinario nello stesso Politecnico dal 1964, ottenne il master in ingegneria elettrica al Massachusetts Institute of Technology di Boston, in Massachusetts, nel 1966. È stato iscritto alla FUCI e nel 1970 ha fatto parte del consiglio pastorale torinese come segretario. Dalla sua fondazione, nel 1977, fu per dieci anni presidente del CSI-Piemonte (Consorzio per Sistema Informativo), un'azienda informatica nata da un accordo tra Regione, Università e Politecnico. Professore associato dal 1970, nel 1980 divenne professore ordinario di comunicazioni elettriche, materia che insegnò fino al 1993, anno in cui entrò in politica. Prorettore del Politecnico di Torino dal 1981 al 1984, coordinò la riorganizzazione dello stesso e promosse la nascita dei dipartimenti. Divenne in seguito direttore del dipartimento di elettronica. È autore di circa 70 pubblicazioni scientifiche, alcune delle quali nei settori della teoria della trasmissione e della codifica applicata ai satelliti e alla comunicazione mobile.

### L'esperienza di sindaco di Torino
In occasione delle elezioni comunali del 1993 venne candidato a sindaco di Torino, sostenuto da una coalizione di centro-sinistra formata da PDS, Verdi e Alleanza per Torino. Al primo turno, Castellani ottenne il 20,3% dei voti, a fronte del 36% di Diego Novelli, sostenuto principalmente da La Rete e da Rifondazione Comunista e già sindaco del capoluogo piemontese dal 1975 al 1985 (il candidato leghista Domenico Comino arrivò al terzo posto); al ballottaggio riportò la vittoria contro Novelli ricevendo il 57,3% dei voti.
Al suo insediamento, Castellani trovò una situazione amministrativa molto difficile: Torino veniva da un anno di commissariamento e il deficit era salito a 121 miliardi di lire, una somma senza precedenti nella storia della città.
Inizialmente la nuova giunta si concentrò sull'azione di risanamento: riducendo le spese con interventi di razionalizzazione (i funzionari comunali diminuirono di 2.300 unità) e aumentando le entrate con la lotta all'evasione fiscale e il sistema dei parcheggi a pagamento, gestiti dall'azienda dei trasporti pubblici (oggi GTT), riuscì a portare il bilancio comunale in pareggio in due anni e in attivo dopo un altro anno. Entrate straordinarie vennero inoltre dal processo di privatizzazione dell'azienda energetica e dell'acquedotto (trasformate in società per azioni) e la dismissione delle quote nella Società autostrade.
Altri risultati significativi furono ottenuti sul piano urbanistico: l'adozione del nuovo piano regolatore, l'avvio del piano di recupero delle aree ex industriali e della costruzione del passante ferroviario e della metropolitana. Il processo di trasformazione urbanistica di Torino iniziato sotto l'amministrazione Castellani si è concluso nel 2023, ed è stato uno dei più vasti nell'ambito delle grandi città italiane.
Un altro importante settore di attività fu l'immagine internazionale: arrivarono a Torino il vertice europeo e 106 miliardi di lire di finanziamenti dell'Unione europea, si svilupparono progetti ONU e crebbe l'Agenzia per la formazione delle classi dirigenti dei paesi dell'Est.
Le maggiori critiche dell'opposizione riguardarono l'effettiva portata di questi cambiamenti, giudicati puramente superficiali e non in grado di risolvere altri importanti problemi della città, soprattutto quelli legati alla sicurezza dei cittadini e all'immigrazione clandestina. Proprio durante questo periodo, infatti, stava aumentando sensibilmente il flusso di immigrati (provenienti soprattutto dal Nordafrica e dall'Europa dell'Est), che insediandosi soprattutto nei quartieri di San Salvario e Porta Palazzo ne stavano cambiando l'aspetto.
Ricandidatosi alle elezioni del 1997, il centro-destra gli contrappose un candidato di peso, l'ex ministro della sanità Raffaele Costa, il quale in campagna elettorale attaccò il sindaco uscente soprattutto sul tema della sicurezza; Castellani vinse di nuovo al ballottaggio per pochi voti, con il 50,4% dei consensi contro il 49,6% del suo rivale e uno scarto ancora inferiore a quello del 1993 (4.700 voti).
Nel secondo mandato, la giunta Castellani (che comprendeva ora PDS, Alleanza per Torino, PPI, Verdi, Pensionati e Rifondazione Comunista) proseguì sulle linee guida precedenti. Il risultato di maggior rilievo di questo periodo è stato l'ottenere la scelta di Torino come sede dei XX Giochi olimpici invernali, che ha comportato un rilancio delle trasformazioni urbanistiche già in corso nel primo mandato, ma anche un aumento delle polemiche, soprattutto sulla destinazione dei finanziamenti e sulla loro ripartizione tra gli enti locali.
Sul piano economico, l'intenzione di Castellani era quella di ridurre la dipendenza economica e d'immagine della città dalla FIAT (la cosiddetta monocultura industriale) e di promuovere lo sviluppo in altri settori, principalmente il terziario e le attività culturali. In questo campo i risultati sono stati inferiori alle previsioni. Il successore di Castellani, Sergio Chiamparino, anch'esso in quota centro-sinistra, ha cercato di raddrizzare il tiro riportando l'attenzione sul ruolo dell'industria automobilistica nell'economia cittadina; a Chiamparino è succeduto nel 2011 Piero Fassino, eletto sempre con il sostegno del centro-sinistra, che da questo punto di vista si è invece collocato su una linea simile a quella di Castellani.
Nel dicembre 1999 Valentino Castellani fu nominato presidente del "TOROC", il comitato organizzatore dei XX Giochi olimpici invernali, incarico che rimase la sua attività a tempo pieno dopo la scadenza del secondo mandato da sindaco di Torino, nel 2001.
Nel 2012 viene nominato dal comune di Torino vicepresidente dell'associazione Torino Strategica, nel 2013 il governo lo nomina presidente del conservatorio di Torino e nel 2015 la regione Piemonte lo nomina presidente della Fondazione I.S.I.